# Heaven 17
Heaven 17 (Хэвен Севентин) — британская поп-группа, один из самых значительных коллективов жанра синти-поп. Группа была образована бывшими участниками The Human League — Яном Крегом Маршем и Мартином Уэром. Heaven 17 сочетали танцевальную электронику и политическую философию. Пик успеха группы пришёлся на первую половину 1980-х годов. С 1990-х годов группа снизила творческую активность.

## Дискография
- Penthouse and Pavement (1981)
- The Luxury Gap (1983)
- How Men Are (1984)
- Pleasure One (1986)
- Teddy Bear, Duke & Psycho (1988)
- Bigger Than America (1996)
- Before / After (2005)